# Lee Yu-mi
Lee Yu-mi (ur. 15 marca 1987) – południowokoreańska zapaśniczka w stylu wolnym. Zajęła 24 miejsce w mistrzostwach świata w 2015. Ósma na igrzyskach azjatyckich w 2014. Srebrna medalistka mistrzostw Azji w 2012 i brązowa w 2014 roku.